# پدرخوانده گرین بی
پدرخوانده گرین بی (به انگلیسی: The Godfather of Green Bay) نیز شناخته می‌شود. فیلمی محصول سال ۲۰۰۵ و به کارگردانی پیت شوآبا است. در این فیلم بازیگرانی همچون تونی گلدوین، لورن هالی، پیت شوآبا، لنس باربر و توماس لنون ایفای نقش کرده‌اند.